# نیروهای مسلح موزامبیک

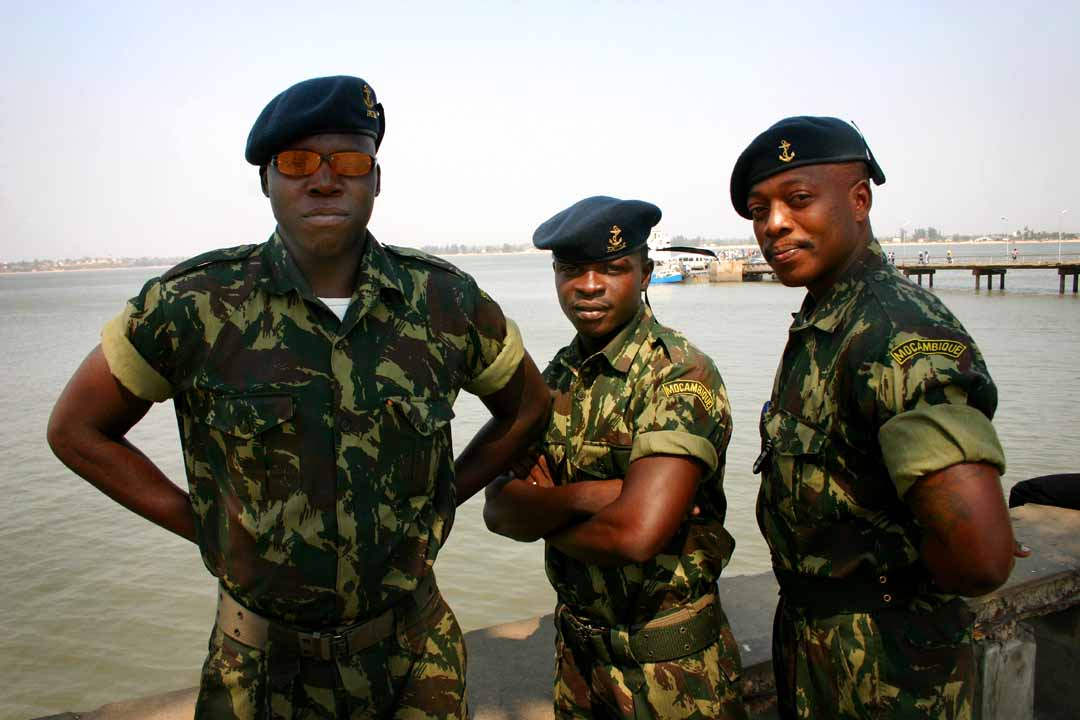
سه سرباز موزامبیکی

نیروهای مسلح موزامبیک (انگلیسی: Mozambique Defence Armed Forces) مجموعه نیروهای نظامی موزامبیک است، که از ارتش موزامبیک، نیروی دریایی موزامبیک و نیروی هوایی موزامبیک تشکیل می‌شود.